# Universidad Isabel I
La Universidad Isabel I de Castilla, conocida como Universidad Isabel I o UI1, es una universidad privada especializada en educación a distancia, con sede principal en la ciudad española de Burgos, y una delegación en Valladolid. La oferta docente consta de grados, másteres oficiales y un doctorado, además de títulos propios de posgrado y una escuela de idiomas, todo adaptado al Espacio Europeo de Educación Superior.
Fue la pionera en la creación de la Facultad de Criminología en España, así como la primera universidad española y la segunda en Europa en impartir semipresencialmente los grados de Ciencias de la Actividad Física y del Deporte (CAFD) y Nutrición Humana y Dietética.

## Historia
La Universidad Isabel I se fundó en 2008 y fue reconocida por las Cortes de Castilla y León mediante la ley 3/2011, comenzando su actividad como universidad en 2012. Al final del curso escolar 2015-16, contaba con unos 6400 alumnos. En el curso 2023-24 superó los 7000.
En 2024 fue incluida entre las 10 universidades más innovadoras de Iberoamérica. En 2025 fue posicionada en el número 20 de las mejores universidades privadas de España. Ese mismo año Forbes también la posicionó entre las 20 mejores universidades.

## Ubicación
Las instalaciones se encuentran en Burgos y en Valladolid. En Burgos, en el edificio del antiguo Seminario Mayor, en la zona alta de la ciudad, a unos 500 metros de la Catedral, frente al Solar del Cid y al monumento del Empecinado. En 2016 se trasladó a este edificio que se encuentra ubicado en la calle Fernán González 76, en pleno Camino de Santiago. Ocupa una superficie de 6534 m² distribuida en cinco plantas y alberga los servicios centrales de rectorado, aula magna, administración, secretaría general, mediateca/biblioteca virtual, zonas de trabajo del profesorado y aulario, así como los servicios informáticos. La fachada central cuenta con una portada decorada con mosaicos neobizantinos de temática religiosa. En 2018 se inauguró también en Burgos un edificio de I+D+i de más de 2000 m². 
En Valladolid dispone de una delegación administrativa y de formación en el Paseo de Filipinos 3 (junto a la Plaza de Colón y a la estación de trenes).

## Facultades
Cuenta con cinco facultades, además de la escuela de idiomas:
- Facultad de Ciencias Jurídicas y Económicas
- Facultad de Ciencias y Tecnología
- Facultad de Ciencias de la Salud
- Facultad de Humanidades y Ciencias Sociales
- Facultad de Criminología

En ellas ofrece 15 grados oficiales, 6 dobles grados, 19 másteres oficiales, un doctorado, además de títulos propios y programas de idiomas.

## Convenios académicos
Es miembro de Erasmus+ desde abril de 2022. En 2020 firmó un convenio con la Universidad de Cambridge, Departamento de Inglés, Cambridge English Language Assessment responsable de los estudios académicos en inglés en los territorios de España y Portugal. También firmó otro convenio en 2017 con la Real Academia Burgense de Historia y Bellas Artes, Institución Fernán González.
El Departamento de Idiomas ofrece un programa de aprendizaje y certificación en Aprendizaje y Desempeño de Segundas Lenguas en Inglés y Español. El programa en inglés ha sido desarrollado y certificado por la Universidad de Oxford en el Reino Unido. El Oxford Test of English (OTE) es un examen creado por inteligencia artificial que evalúa las competencias en lengua inglesa desde el nivel A2 hasta el C1 bajo los lineamientos del Marco Común Europeo de Referencia para las Lenguas (MCER). El programa en español certifica oficialmente el nivel de español, a través de SIELE a distancia, el examen multinivel en línea creado y certificado en consorcio por el Instituto Cervantes, la Universidad Nacional Autónoma de México, la Universidad de Salamanca y la Universidad de Buenos Aires.
Forma parte de la Red Europea de Aprendizaje Electrónico y a Distancia (EDEN), la Red de Educación Continua de América Latina y Europa (RECLA), la Red Universitaria de Educación Permanente (REUPEP) y el Pacto de América Latina por al Educación con Calidad Humana (PALECH).

## La Fundación
La Fundación Universidad Isabel I se constituyó en 2015 como una entidad privada, sin ánimo de lucro, con personalidad jurídica propia e independiente. La Fundación contribuye a mejorar y consolidar las relaciones de la Universidad con su entorno económico y social, facilitando la inserción laboral de los estudiantes a través de la celebración de convenios con empresas e instituciones.